# Pygoctenucha enna
Pygoctenucha enna är en fjärilsart som beskrevs av Druce 1885. Pygoctenucha enna ingår i släktet Pygoctenucha och familjen björnspinnare. Inga underarter finns listade.